# Tanga
Tanga er en by i regionen Tanga i  den nordøstlige del af Tanzania, med et indbyggertal (pr. 2002) på cirka 243.000. Byen er hovedstad i en region af samme navn, og ligger på landets kyst til det Indiske Ocean. 
5°04′S 39°06′Ø / 5.067°S 39.100°Ø
- Wikimedia Commons har flere filer relateret til Tanga